# Sporting Club Ell
Le Sporting Club Ell est un club de football situé à Ell au Luxembourg fondé en 1971.

## Histoire

### Football féminin
Créée en 2005, l'équipe féminine remporte le Championnat du Luxembourg de 2e division 2010-2011  et la Coupe du Luxembourg l'année suivante, battant le FC Progrès Niedercorn sur le score de 5-2.

## Palmarès

### Football féminin
- Champion du Luxembourg (1) : 2014
- Champion du Luxembourg D2 (1) : 2010
- Vainqueur de la Coupe du Luxembourg (1) : 2012
- Finaliste de la Coupe du Luxembourg (1) : 2018